# Oscar Brenifier

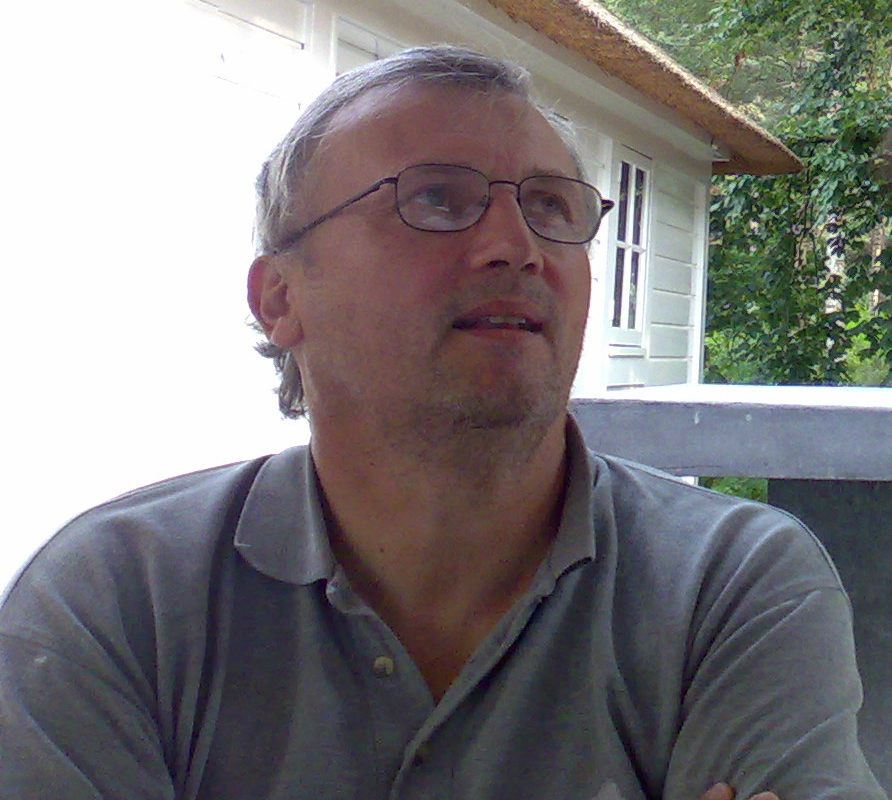
Oscar Brenifier

Oscar Brenifier (* 1954 in Oran) ist das Pseudonym des Philosophen und Schriftstellers Oscar Bierre.

## Leben
Oscar Brenifier hält einen Doktortitel in Philosophie. Seine in verschiedenen Ländern stattfindenden philosophischen Seminare und Workshops werden von Erwachsenen und Kindern besucht. Er ist Autor der Buchreihe Philosophieren mit neugierigen Kindern, die bisher in mehr als 20 Sprachen erschien.

## Werke
- Leben – was ist das?. Boje, Köln 2010, ISBN 978-3-414-82304-5.
- ICH – was ist das?. Boje, Köln 2010, ISBN 978-3-414-82301-4.
- Gut und Böse – was ist das?. Boje, Köln 2010, ISBN 978-3-414-82303-8.
- Glück – was ist das?. Boje, Köln 2010, ISBN 978-3-414-82302-1.
- Gefühle – was ist das?. Boje, Köln 2010, ISBN 978-3-414-82305-2.
- Freiheit – was ist das?. Boje, Köln 2010, ISBN 978-3-414-82306-9.
- Zusammenleben: was ist das?. Boje, Köln 2011, ISBN 978-3-414-82307-6.
- Wissen: was ist das?. Boje, Köln 2011, ISBN 978-3-414-82308-3.
- Was, wenn es nur so aussieht, als wäre ich da?. Gabriel, Stuttgart 2011, ISBN 978-3-522-30267-8.
- Schönheit und Kunst: was ist das?. Boje, Köln 2011, ISBN 978-3-414-82309-0.
- Was, wenn ich nicht der wäre, der ich bin?. Gabriel, Stuttgart 2012, ISBN 978-3-522-30298-2.
- Was, wenn Gott einer, keiner oder viele ist?. Gabriel, Stuttgart 2013, ISBN 978-3-522-30345-3.
- Was, wenn es sich anfühlt wie Liebe?. Gabriel, Stuttgart 2013, ISBN 978-3-522-30336-1.

## Auszeichnungen
- 2012: Deutscher Jugendliteraturpreis für Was, wenn es nur so aussieht, als wäre ich da?